# Home (Deep Blue Something)
Home è il secondo album in studio del gruppo musicale statunitense Deep Blue Something, pubblicato il 24 ottobre 1994.

## Tracce
1. Gammer Gerten's Needle – 3:17
2. Breakfast at Tiffany's – 4:20
3. Halo – 2:48
4. Josey – 3:23
5. A Water Prayer – 3:22
6. Done – 3:21
7. Song to Make Love To – 3:09
8. The Kandinsky Prince – 2:28
9. Home – 4:13
10. Red Light – 4:28
11. I Can Wait – 3:03
12. Wouldn't Change a Thing – 4:05
13. Dear Prudence – 3:05
14. Sun – 4:17